# Vsévolod Kóchetov
Vsévolod Anísimovich Kóchetov (del ruso: Все́волод Ани́симович Ко́четов) (4 de febrero [según otras fuentes, el 22 de enero] de 1912, Nóvgorod, Imperio ruso - 4 de noviembre de 1973, Moscú) fue un escritor y funcionario cultural ruso de la época soviética. Ha sido descrito como un seguidor dogmático del Partido Comunista de la Unión Soviética  y como un clásico del realismo socialista. Algunos de sus escritos no fueron bien recibidos por la prensa oficial, siendo Kóchetov considerado como demasiado "reaccionario" incluso para los estándares soviéticos de la década de 1960.

## Biografía
Kóchetov nació en una familia campesina, el más joven de ocho niños de los que solamente tres sobrevivieron a las penurias de la Primera Guerra Mundial. Sus empobrecidos padres eran incapaces de procurarle el sustento, así que dejó su casa en 1927 trasladándose de Nóvgorod a Leningrado, donde se graduó en 1931 en una escuela técnica. Trabajó después como agrónomo, primero como director de una estación de máquinas y de tractores, y después de una granja estatal. En 1938 se emplea como reportero del diario Leningrádskaya Pravda. Durante la Segunda Guerra Mundial, Kóchetov trabajó como reportero para varios diarios en el Frente de Leningrado.
Desde 1946 comenzó a dedicarse a actividades literarias. En las llanuras del Nevá («На невских равнинах»), describía sus recuerdos de la guerra. Sus escritos estuvieron caracterizados desde el principio por su riguroso seguimiento de la línea política oficial. En 1952 publicó la novela La familia Zhurbín («Журбины»), donde retrata la vida de una dinastía de trabajadores. Fue adaptada al cine en la película titulada La gran familia («Большая семья») por el director Iósif Jeifits. El libro fue reeditado en varias ocasiones y traducido a un gran número de idiomas.
Su siguiente novela, Los hermanos Yershov, fue ideada como un contrapunto de la novela de Vladímir Dudíntsev titulada No sólo de pan vive el hombre, pero fue criticado incluso en el Pravda por sus exageraciones. Su último trabajo importante fue la novela ¿Qué es lo que quieres? («Чего же ты хочешь?»).
Como figura prosoviética, Kóchetov trabajó durante muchos años como funcionario cultural y mantuvo una actitud comunista militante, siempre receloso de las ideas liberales y de las influencias prooccidentales. Por ejemplo, cuando fueron publicadas las memorias de Ilyá Ehrenburg, Kóchetov renegó de ciertos escritores que a su juicio estaban «escarbando en los montones de basura de sus chifladas memorias».
Como burócrata, por otro lado, ayudó a sus colegas necesitados, incluyendo aquellos con los que discrepaba fuertemente. Kóchetov recibió numerosos premios (entre ellos, la Orden de Lenin). De 1955 a 1959 fue el redactor jefe de Literatúrnaya gazeta, y en 1961 redactor jefe de la revista Oktyabr, contrapeso conservador del Novy Mir de Aleksandr Tvardovski, una revista más liberal que publicó textos de autores disidentes como Aleksandr Solzhenitsyn.
En la novela ¿Qué es lo que quieres?, Kóchetov trata sin piedad fenómenos a los que siempre se opuso y criticó. La novela ha sido comparada con un panfleto. El autor rehúsa los valores del mundo Occidental, critica la ‘propaganda burguesa‘,  la supuesta vigilancia sobre los ciudadanos soviéticos, y todo aquello que habilita a los enemigos de clase y a los "imperialistas" occidentales a perseverar en su objetivo de socavar el socialismo. La trama incluye un sinnúmero de agentes Occidentales disfrazados, incluyendo а antiguos miembros de las SS, quienes han sido enviados a la URSS para promover actividades subversivas y "corromper" a la juventud soviética. La novela no fue bien recibida por Pravda y nunca volvió a ser publicada en la URSS. Veinte intelectuales soviéticos firmaron una carta de protesta contra la publicación de un trabajo tan "oscurantista". Kóchetov pretendió que la novela fuese una versión soviética de "El Poseído".
Múltiples parodias de la novela fueron escritas por intelectuales rusos y circulados en samizdat, por ejemplo ¿Por qué te partes de risa? («Чего же ты хохочешь?») donde asimismo se alude a la novela Los hermanos Yershov bajo el título Los hermanos Yezhov (en referencia al jefe del NKVD).
Kóchetov aparentemente se suicidó en 1973, cuando no pudo soportar los dolores causados por el cáncer que padecía. En ocasiones se ha señalado que su estoica y varonil actitud final lo reconcilió con algunos de sus adversarios en vida.
Patricia Blake escribió de su entrevista con él en 1962:

En aspecto, Kóchetov es cualquier cosa menos el áspero-y-preparado proletario que sus novelas evocan. Excepto por sus desagradables labios delgados, es un hombre guapo de rasgos finos y una figura esbelta. Viste impecablemente con un formal traje oscuro, camisa blanca, y corbata a rayas. ...

Kóchetov estaba ansioso por hablar pero evidentemente no deseaba decir nada. Nunca antes conocí a un hombre tan inmutable enfrentado a cuestiones desagradables, y tan hábil en evitarlas. ... En esto, era claramente un hombre profundamente amargado. Cuándo habló sobre su vida temprana empecé a notar las pasiones privadas comprometidas en su batalla contra la nueva "intelligentsia". ... Kóchetov lo hizo de la manera más dura, y sus novelas son himnos al proletariado, a hombres inspirados en su propia experiencia. ¿Qué puede sentir un hombre así acerca de los escritores jóvenes que recientemente han accedido a la fama por caminos distintos al de la escuela más dura que representa el Instituto de Literatura Gorki? Se lo pregunté, y respondió: "Éste escribe basura... Aquel no tiene ni idea... Ése también es un fraude... No merece la pena hablar de ello."

Nos estrechamos las manos en el pasillo, me puso la mano en el hombro y me dijo: "Ves, no soy tan malo como me imaginaste, ¿verdad? Por favor, diles a tus lectores ¡que no como personas, que no me bebo criaturas de un trago!"

## Trabajos
- En las llanuras del Nevá («На невских равнинах», 1946)
- La familia Zhurbín («Журбины», 1952)
- Los hermanos Yershov («Братья Ершовы», 1958)
- ¿Qué es lo que quieres? («Чего же ты хочешь?», 1969)